# Robby Krieger & Friends
| Recensione | Giudizio |
| ---------- | -------- |
| AllMusic   | [ 1 ]    |

Robbie Krieger & Friends (sulla copertina frontale dell'album la grafia del nome riportata è Robbie, mentre sui vinili è indicato Robby) è il primo album discografico solista del chitarrista rock statunitense Robby Krieger, pubblicato dalla casa discografica Blue Note Records nel 1977.

## Tracce
Lato A
1. Gumpopper – 3:36 (Robby Krieger, Sal Marquez)
2. Uptown – 3:54 (Robby Krieger)
3. Every Day – 5:04 (Robby Krieger)
4. Marylin Monroe – 4:55 (Robby Krieger)

Lato B
1. The Ally – 6:28 (Sal Marquez, Robby Krieger)
2. Low Bottomy – 2:58 (Robby Krieger)
3. Spare Changes – 3:38 (Robby Krieger)
4. Big Oak Basin – 4:55 (Gary Barone)

## Musicisti
Gumpopper
- Robby Krieger - chitarre
- Sal Marquez - sintetizzatore 360 horn, tromba, arrangiamento strumenti a fiato
- Jock Ellis - trombone
- Joel Peskin - sassofono tenore, sassofono baritono
- Ron Stockert - clavicordo
- Reggie McBride - basso
- Ed Greene - batteria

Uptown
- Robby Krieger - chitarre, arrangiamento strumenti a fiato
- Greg Mathieson - organo
- Sal Marquez - tromba
- Jock Ellis - trombone
- Joel Peskin - sassofono tenore solo, ottavino
- Kenny Wild - basso
- Bruce Gary - batteria, percussioni
- Sharon Robinson - accompagnamento vocale - cori
- Afreeka Trees - accompagnamento vocale - cori

Every Day
- Robby Krieger - chitarre, yap-a-yo tube, accompagnamento vocale - cori
- Sal Marquez - clavicordo, tromba, arrangiamento strumenti a fiato
- Jock Ellis - trombone
- Joel Peskin - sassofono tenore, sassofono baritono
- Reggie McBride - basso
- Ed Greene - batteria
- Sharon Robinson - accompagnamento vocale - cori
- Afreeka Trees - accompagnamento vocale - cori

Marylin Monroe
- Robbie Krieger - chitarre, accompagnamento vocale - cori
- Sal Marquez - sintetizzatore horn
- Jimmy Smith - organo
- Stu Goldberg - minimoog
- Reggie McBride - basso
- Ed Greene - batteria
- John Densmore - tamburo reggae
- Sharon Robinson - accompagnamento vocale - cori
- Afreeka Trees - accompagnamento vocale - cori

The Ally
- Robby Krieger - chitarre
- Sal Marquez - clavicordo, tromba, arrangiamento strumenti a fiato
- Jock Ellis - trombone
- Joel Peskin - sassofoni
- Gary Barone - tromba
- Kenny Wild - basso
- Bruce Gary - batteria
- Perico - congas
- Eddie Talamantes - timbales

Low Bottomy
- Robby Krieger - chitarre, arrangiamenti
- Sal Marquez - sintetizzatore arp oddessy, sintetizzatore tromba, arrangiamenti
- Stu Goldberg - minimoog
- Reggie McBride - basso
- Bruce Gary - batteria, campane Sleigh, timpani, whistle, arrangiamenti
- Orion Crawford - arrangiamenti

Spare Changes
- Robby Krieger - chitarre
- Sal Marquez - clavicordo, fender rhodes
- Stu Goldberg - organo
- Kenny Wild - basso
- Bruce Gary - batteria
- Perico - congas
- Eddie Talamantes - bongos

Big Oak Basin
- Robby Krieger - chitarre, chitarra slide
- Sal Marquez - arp bass, pianoforte, tromba
- Gary Barone - tromba, tromba solo, arrangiamenti strumenti a fiato
- Jock Ellis - trombone
- Joel Peskin - sassofoni
- Greg Mathieson - organo
- Bob Glaub - basso
- Ed Greene - batteria
- Eddie Talamantes - shakers
- Bruce Gary - shakers

Note aggiuntive
- Robby Krieger - produttore
- George Butler - produttore esecutivo
- Registrazioni effettuate al Devonshire Sound Studios di North Hollywood, California e allo Studio 55 di Los Angeles, California
- Lee Kiefer - ingegnere delle registrazioni e del remixaggio
- Masterizzato al A&M Recording Studios di Los Angeles, California
- Bernie Grundman - ingegnere della masterizzazione
- Ria Lewerke - art direction
- Bill Burks - design album
- Jim Evans - illustrazione[2]